# El lavador de cerebros
El lavador de cerebros est une bande dessinée espagnole appartenant à la franchise Mortadel et Filémon, éditée en 1987. Bien que la plupart des bandes dessinées de ce duo d'agents secrets aient été dessinées et écrites par Francisco Ibáñez, celle-ci est écrite et dessinée par Jaume Ribera.

## Synopsis
Julius Von Pupen est un scientifique maléfique qui a élaboré un plan pour se venger de ses collègues du Congrès de la Paix (Bacterius, le Français Boinaparte, l'Anglais Thatcheriron et le Chinois Fu-Chu-Lin) en leur faisant subir un lavage de cerveau. Ce scientifique a une capacité spéciale : il peut se transformer temporairement en n'importe quelle personne qu'il souhaite. Il convient de mentionner le personnage de Taka-Ñaka, qui a déjà fait une petite apparition dans El profesor Probeta contraataca, et qui réapparaît dans cette bande dessinée, bien qu'avec un design très différent.
Mortadel et Filémon seront chargés d'arrêter Von Pupen.

## Édition
El lavador de cerebros est la dernière longue histoire de Mortadel et Filémon qui n'a pas été dessinée et donc signée par Francisco Ibáñez. Elle se trouve également dans la petite collection Olé avec une couverture sans rapport avec l'histoire. L'édition allemande est basée sur la nouvelle couverture.